# 蓮沼喜文
蓮沼 喜文（はすぬま よしふみ、1958年9月1日 - ）は、日本の合唱指揮者、声楽家である。福島県喜多方市出身。福島県立喜多方高等学校、国立音楽大学声楽科卒業。埼玉県合唱連盟常務理事。日本合唱指揮者協会会員。NHKカルチャー講師。

## 経歴
7歳より音楽を学び、合唱の盛んな環境のもと、コンクールやコンサートなど多くの経験を積む。中学時よりトランペットを北村源三に、高校時代はフリップ・ジョーンズ、さらに高校卒業後は山口進一郎に師事。声楽は、神山春男、萩野昌良、小川雄二に師事。合唱指揮を佐藤公孝、合唱及び声楽をウイリアム・ノートン、ヘルムート・ピルス、デュエル・エコルズに師事。
1983年より埼玉栄高等学校に赴任し、コーラス部を創部。常に部員数100名以上と、日本最大級の規模の合唱団に育て上げる。
国内コンクールにおいては全国大会出場24回、うち金賞をNHK全国学校音楽コンクールで1度、全日本合唱コンクールで2度受賞した。また海外コンクールでは、コーラスオリンピック『金賞』(オーストリア/リンツ市)、ミュンヘン国際音楽祭『金賞』(ドイツ/ミュンヘン市)、グロスマンコンクール『総合１位優勝』(オーストリア/ウィーン市)、ウィーン世界青少年音楽祭ユース部門『準優勝』(オーストリア/ウィーン市)などの受賞がある。
オーケストラとの共演も多く、モーツァルトのレクイエム、カルミナ・ブラーナなど、本格的なクラシックも多く演奏しており、海外では、ウィーン楽友協会ホール、アウガルテン宮殿にてウィーン少年合唱団とのコンサート。ベルギー、デジンゲル劇場、同国営放送劇場、ウィーン・ハイドンザール、シテファン寺院、カールス教会、パリオペラ座、ノートルダム寺院、イタリア・ナポリ円形劇場コンサートなど数多くの演奏を行い好評を得た。
また、新作委嘱や、教科書・教材等の模範演奏録音なども数多い。
現在は、Wings、 さいたまシティジュニアコーラス、コール・ドルチェ、法政大学アリオンコールなどの常任指揮者を務めている。またコンクールの審査委員や講習会の講師としても活動。